# A Doua Republică Spaniolă
A Doua Republică Spaniolă (în spaniolă: Segunda República Española) a fost sistemul de guvernare al Spaniei între 14 aprilie 1931, când regele Alfonso al XIII-lea a fugit din țară în urma unei perioade de tulburări sociale ce au urmat căderii guvernului dictatorial al generalului Miguel Primo de Rivera și a luat sfârșit odată cu depunerea armelor de către ultimele trupe republicane la sfârșitul Războiului Civil Spaniol, ceea ce a dus la instaurarea regimului lui Francisco Franco.
După proclamarea republicii a fost instalat un guvern provizoriu care a durat până în decembrie 1931, când a fost aprobată Constituția din 1931 și s-a format o republică constituțională. Din acest punct adunarea constituantă și-a îndeplinit mandatul de a aproba o nouă constituție și ar fi trebuit să organizeze alegerile periodice. În orice caz teama față de opoziție a crescut iar majoritatea Radicalilor și Socialiștilor a amânat alegerile, prelungindu-și drumul de la putere cu încă doi ani. Pe această cale guvernul republican al lui Manuel Azaña a inițiat numeroase reforme care în viziunea lor „moderniza” țara. În 1932 iezuiții, care conduceau cele mai bune școli din țară, au fost interziși și li s-au confiscat propietățile. Armata a fost redusă. Proprietarii de pământ au fost expropriați. Autonomia a fost acordată Cataloniei, cu un parlament regional și un președinte propriu.
Curând Manuel Azaña a intrat în conflict atât cu dreapta, cât și cu stânga, dar două treimi din parlament s-au abținut, și Alcalá-Zamora a cerut demisia lui Azaña la 8 septembrie 1933. S-au organizat noi alegeri, alegerile din 1933 au fost câștigate de Confederația Dreptei Autonome Spaniole (CEDA). În fața victoriei electorale a CEDA, președintele Alcalá-Zamora a refuzat invitarea liderului Gil Robles pentru a forma un guvern temându-se de simpatizanții monarhiști din CEDA. În schimb l-a invitat Alejandro Lerroux din Partidul Radical Republican să o facă.În ciuda primirii celor mai multe voturi, CEDA nu a primit un loc în cabinet timp de aproape un an. După ani de presiuni mari, CEDA a reușit să forțeze acceptarea a trei miniștri. Ca reacție, Socialiștii au declanșat o insurecție care au pregătit-o timp de nouă luni. UGT și PSOE au convocat o grevă generală numită Alianza Obrera. Rebeliunea s-a transformat într-o sângeroasă revoltă, încercând răsturnarea guvernului legitim democrat. Revoluționarii bine înarmați au reușit să ia întreaga regiune Asturias, comițând numeroase omoruri în rândul polițiștilor, preoților și civililor, precum și distrugerea clădirilor religioase inclusiv biserici, inclusiv o parte a universității din Oviedo. În zona ocupată de rebeli s-a declarat oficial revoluția proletară și s-au abolit banii. Rebeliunea s-a ciocnit de Navele Spaniole și Armata Republicană Spaniolă, mai târziu folosind trupe coloniale marocane din Protectoratul Marocului.
În 1935 guvernul condus de Partidul Radical Republican, a trecut printr-o serie de crize iar președintele Niceto Alcalá-Zamora, care era ostil guvernului a decis chemarea la noi alegeri, refuzând încă odată să invite CEDA, partidul cu cele mai multe locuri în parlament, să formeze un guvern. Frontul Popular a câștigat alegerile din 1936 cu o victorie restrânsă, într-un proces pe care unii savanți îl consideră ar fi pus la punct. Revoluționarii de stânga au mărșăluit pe străzi, și au eliberat prizonieri. La 36 de ore după la alegeri, 60 de oameni au fost omorâți (majoritatea de ofițeri de poliție care încercau să mențină ordinea sau interveneau în ciocnirile violente) și 39 au fost răniți grav, în timp ce 50 de biserici și 70 de centre politice conservatoare au fost atacate sau detonate. Manuel Azaña Díaz a fost chemat să formeze un guvern înainte de încheierea procesului electoral, iar el va înlocui în scurt timp pe Zamora ca președinte profitând de constituție. Convinsă că stânga nu mai era dispusă să urmeze statul de drept și că viziunea sa asupra Spaniei era sub amenințare, dreapta a abandonat opțiunea parlamentară și a început să conspire pentru a răsturna republica mai degrabă decât pentru a prelua controlul asupra acesteia.
Dezamăgirea față de răzbunarea lui Azaña a fost exprimată de Miguel de Unamuno, un republican și unul dintre cei mai respectați intelectuali ai Spaniei, care în iunie 1936 a declarat unui reporter care și-a publicat declarația în El Adelanto că președintele Manuel Azaña ar trebui să se sinucidă ca „act patriotic”. Pe 12 iulie 1936, un grup din Guardia de Asalto și alți milițieni de stânga conduși de Garda Civilă Fernando Condés, după ce a obținut aprobarea ministrului de interne pentru arestarea ilegală a unei liste de membri ai parlamentului, s-a dus la casa liderului de opoziție de dreapta José Calvo Sotelo în primele ore ale zilei de 13 iulie și l-a împușcat până la moarte și lăsat într-un camion de poliție.
Această crimă cu sânge rece a avut un efect electrizant, ceea ce a furnizat ca un catalizator pentru a transforma ceea ce a fost o „conspirație înclinată”, condusă de generalul Emilio Mola, într-o revoltă puternică. Trei zile mai târziu (17 Iulie), lovitura de stat a început mai mult sau mai puțin plănuită, cu revolta armatei în Marocul Spaniol, care s-a răspândit în multe regiuni din țară. Rebelii militari au vrut să-și arate puterea imediat, dar revolta a întâmpinat o rezistență serioasă iar marile zone din Spania, inclusiv majoritatea orașelor principale, au rămas fidele Republicii Spania. Ca rezultat, este estimat că în jur de jumătate de milion de oameni și-au pierdut viața în conflictul ce a urmat.
În timpul Războiului Civil Spaniol, au fost trei guverne. Primul a fost condus republicanul de stânga José Giral (din Iulie până în Septembrie 1936); cu toate acestea, o revoluție inspirată mai ales pe principiile socialiste libertariene, anarhiste și comuniste s-a rupt în interiorul Republicii, care a slăbit stăpânirea Republicii. Al doilea guvern a fost condus de socialistul Francisco Largo Caballero al uniunii comerciale UGT. UGT, împreună cu Confederación Nacional del Trabajo (CNT), au fost principalele forțe din spatele revoluției sociale menționate anterior. Al treilea guvern a fost condus de socialistul Juan Negrín, care a condus Republica până la lovitura militară de stat al lui Segismundo Casado, care a încheiat rezistența republicană și în final a condus la victoria naționaliștilor, care au instaurat o dictatură militară sub conducerea lui Francisco Franco, cunoscută și ca Spania franchistă.
Guvernul Republican a supraviețuit în exil, care și a păstrat o ambasadă în Mexico City până în 1976. După restabilirea democrației în Spania, guvernul s-a dizolvat oficial anul următor.